# Erich Kunzel
Erich Kunzel (New York, 21 maart 1935 – Bar Harbor (Maine), 1 september 2009) was een Amerikaanse orkestleider.

## Biografie
Kunzel was de zoon van Duits-Amerikaanse immigrantenouders in New York. Op de Greenwich High School in Connecticut arrangeerde hij muziek en speelde hij piano, strijkbas en pauken. In eerste instantie afgestudeerd in de scheikunde, studeerde Kunzel af aan het Dartmouth College met een graad in muziek, waar hij lid was van Phi Delta Theta en vervolgens studeerde aan de universiteiten van Harvard en Brown. Hij leidde de Brown University Glee Club gedurende ten minste twee jaar. Vroeg in zijn carrière dirigeerde hij voor de Santa Fe Opera en studeerde hij aan de Pierre Monteux School. Hij ontmoette zijn in Oostenrijk geboren vrouw Brunhilde tijdens het dirigeren van Gianni Schicchi voor Santa Fe in 1964 en ze trouwden een jaar later. Van 1960 tot 1965 dirigeerde hij het Rhode Island Philharmonic. Van 1965 tot 1977 diende Kunzel als residentdirigent van het Cincinnati Symphony Orchestra (CSO). In 1969 werd hij ingewijd als erelid van de Eta-Omicron-afdeling van het Phi Mu Alpha Sinfonia muziekbroederschap aan het College-Conservatory of Music aan de Universiteit van Cincinnati. Hij was ook een nationale beschermheer van Delta Omicron, een internationale professionele muziekbroederschap.
In 1965 begon Kunzel met de eerste winterpop-serie van het land, de 8 O'Clock Pops. Toen het bestuur van Cincinnati Symphony Orchestra in 1977 het Cincinnati Pops Orchestra oprichtte, werd Kunzel als dirigent genoemd. The Pops werd de grootste van de twee orkesten van Cincinnati, omdat het hele symfonieorkest van Max Rudolf ook het hele jaar door speelde voor de Pops. Op uitnodiging van Arthur Fiedler in 1970 dirigeerde Kunzel als gast meer dan 100 concerten met het Boston Pops Orchestra. Hij bleef actief met symfonie en leidde het Indianapolis Symphony Orchestra (als Principal Pops Conductor) van 1982 tot 2002. Vanaf het begin streefde Kunzel ernaar het bereik van de Cincinnati Pops wereldwijd uit te breiden, met bijna 90 opnames bij het Telarc-label, waarvan de meeste bestsellers werden. Zijn populaire opnamen van klassieke muziek, Broadway-musicals en filmscores stonden wereldwijd meer bovenaan dan welke andere dirigent of orkest dan ook. Sommige mentees van Kunzel bij de Cincinnati Pops zouden later op zichzelf bekend worden, waaronder Keith Lockhart van de Boston Pops en Steven Reineke van The New York Pops.
De Cincinnati Pops waren vooral populair in Azië. De band toerde verschillende keren door Japan, beginnend in 1990. In 1998 werd Kunzel de eerste Amerikaanse popdirigent die in China optrad. Tien jaar later werden hij en de Cincinnati Pops terug uitgenodigd om op te treden op de Olympische Zomerspelen 2008 in Beijing. Zij waren het enige Amerikaanse orkest dat op het evenement speelde. Kunzel maakte het grootste deel van zijn klassieke muziekopnamen als regisseur van de Cincinnati Pops. Hij maakte echter ook jazzopnamen met Dave Brubeck, Duke Ellington en andere bekende artiesten. Vanaf het gazon van het Capitoolgebouw leidde Kunzel het National Symphony Orchestra elke Memorial Day en Fourth of July van 1991 tot 2009, in concerten die landelijk op televisie werden uitgezonden op PBS. In 1987 ontving zijn album Aaron Copland: Lincoln Portrait (CD-80117) met vertelling van Katharine Hepburn inclusief Old American Songs gezongen door Sherrill Milnes een Grammy-nominatie. Andere Grammy-nominaties kwamen in 1989 (A Disney Spectacular), 1991 (Meredith Willsons The Music Man) en 1993 (Amen! - A Gospel Celebration). Het album American Jubilee won de Grand Prix du Disque in 1989. Zijn albums bevatten vaak digitale geluidseffecten, gemaakt door Michael Bishop.
De dirigent had een grote invloed op het lokale muziekcircuit van Cincinnati. Naast het uitvoeren van bijna wekelijkse abonnementsconcerten met de Cincinnati Pops, breidde hij het Pops-programma in 1984 uit met een zomerconcertserie in het nieuw gebouwde Riverbend Music Center aan de oever van de rivier de Ohio. Hij drong aan op een nieuwe campus voor de openbare school voor creatieve en uitvoerende kunsten van de stad. Hij nodigde veel lokale artiesten, waaronder koren voor kinderen en studenten van het conservatorium uit om het podium te delen met de Pops. De opnametechnicus voor Kunzels opname van muziek door Copland verdiende een Grammy Award voor «Best Engineered Album, Classical» in 1998 voor Copland: The Music of America. Kunzel verdiende de 2006 National Medal of Arts. In 2009 werd hij ingewijd in de American Classical Music Hall of Fame, gevestigd in Cincinnati. Op 20-21 juni 2008 dirigeerde Kunzel het optreden van Star Trek: The Music van het Toronto Symphony Orchestra in de Roy Thomson Hall in Toronto.

## De laatste dagen
In april 2009 werd Kunzel gediagnosticeerd met pancreas-, lever- en darmkanker en ontving hij chemotherapiebehandelingen in Cincinnati. Hij dirigeerde een laatste concert in Riverbend op 1 augustus 2009 en stierf een maand later op 74-jarige leeftijd in Bar Harbor, Maine, in de buurt van zijn huis op Swan's Island. Die dag noemde het CSO-bestuur hem postuum 'Oprichter en dirigent Emeritus' van de Pops.

## Discografie
- 1988: The Sound of Music, met Frederica von Stade, Håkan Hagegård en Eileen Farrell, Telarc

- Biblioteca Nacional de España: XX1039695
- Bibliothèque nationale de France: cb139549358 (data)
- CiNii: DA10073215
- Gemeinsame Normdatei: 134575946
- International Standard Name Identifier: 0000 0003 7401 3376
- Library of Congress Control Number: n85023045
- Nationale Bibliotheek van Letland: 000053780
- MusicBrainz: 99845d0c-f239-4051-a6b1-4b5e9f7ede0b
- Nationale Bibliotheek van Tsjechië: xx0183342
- Nationale Bibliotheek van Israël: 987007421414605171
- Nationale Bibliotheek van Polen: a0000002407267
- Nederlandse Thesaurus van Auteursnamen: 070174520
- Istituto Centrale per il Catalogo Unico: UBOV536709
- SNAC: w62j6j9w
- Système universitaire de documentation: 12057876X
- Virtual International Authority File: 86620182
- WorldCat: E39PBJhCJCwVFFw7yBxXrRPRKd